# Bronskärrlöpare
Bronskärrlöpare (Agonum viduum) är en skalbaggsart som först beskrevs av Georg Wolfgang Franz Panzer 1796.  Bronskärrlöpare ingår i släktet Agonum, och familjen jordlöpare. Arten är reproducerande i Sverige.

## Bildgalleri

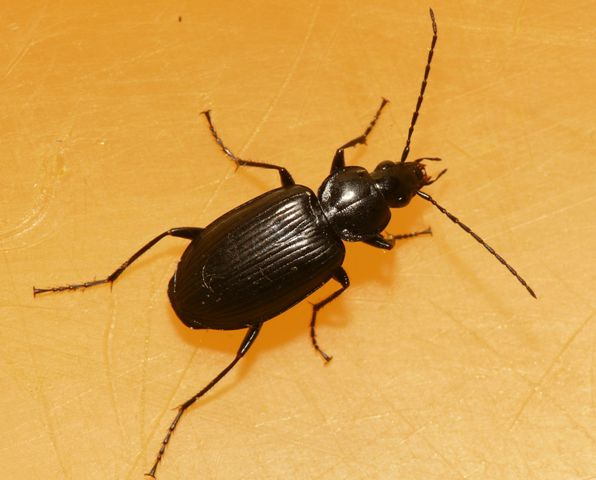
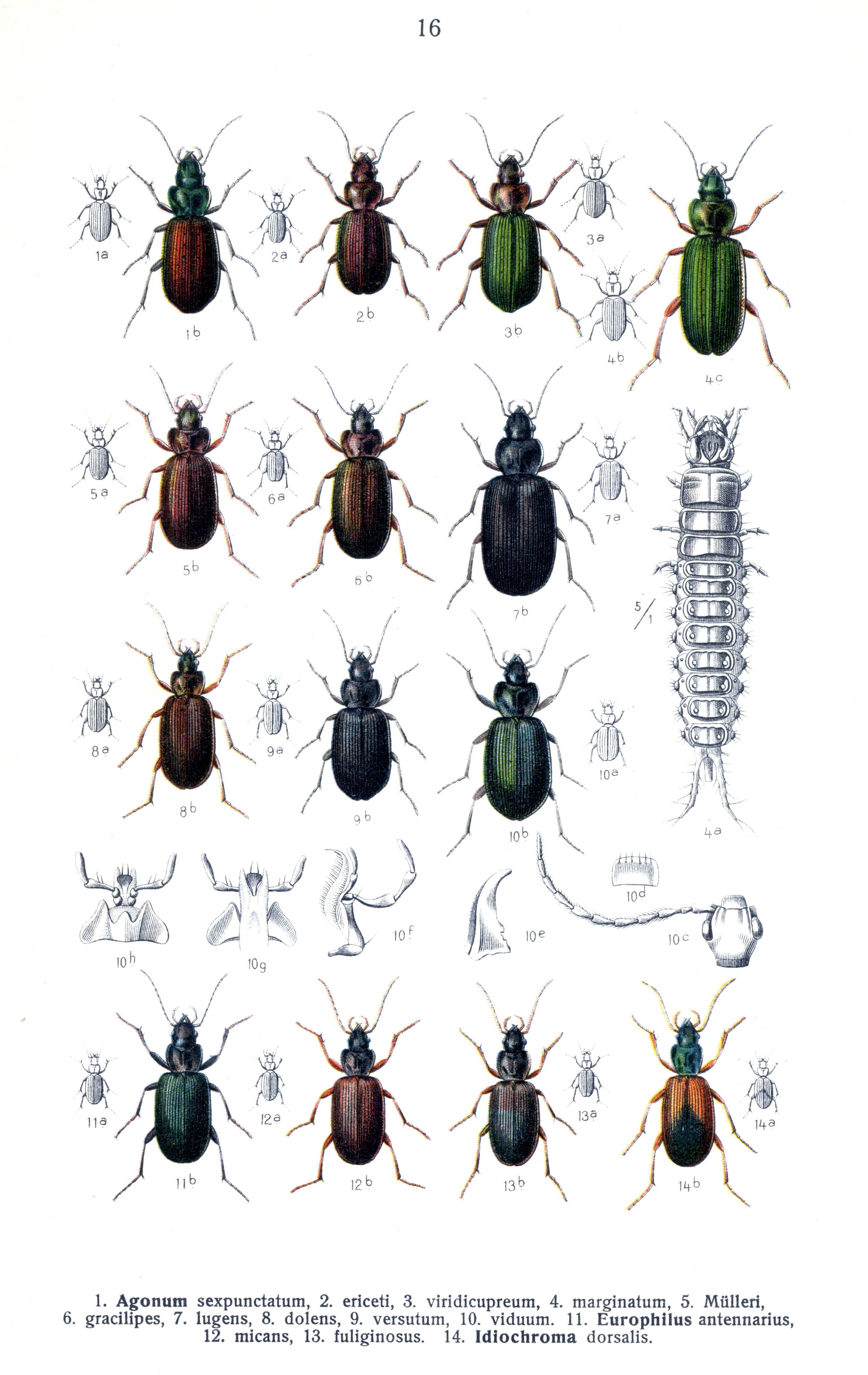
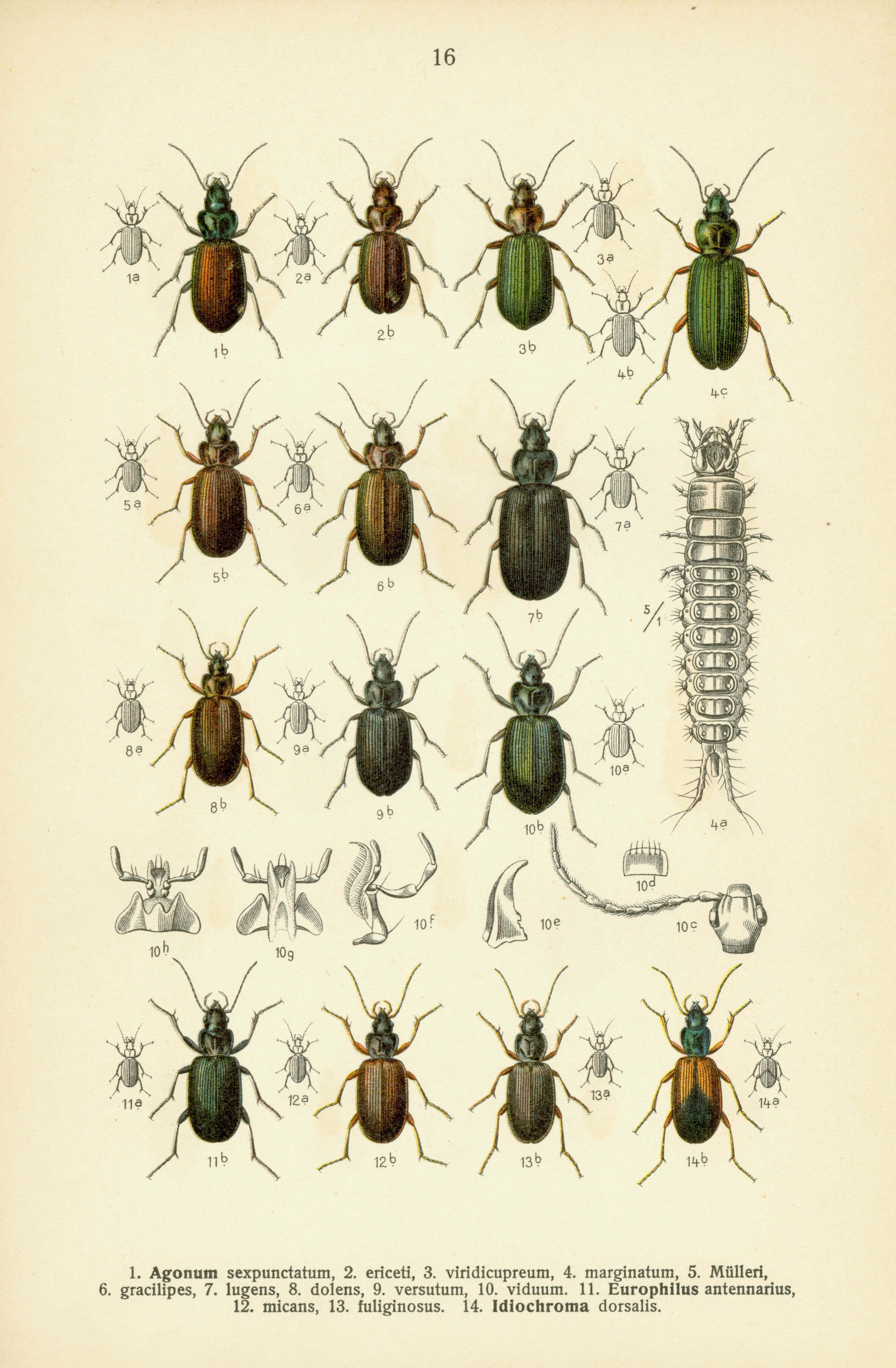